# Rex Andrew Clement Alarcon
Rex Andrew Clement Alarcon (Daet, 6 agosto 1970) è un arcivescovo cattolico filippino, dal 22 febbraio 2024 arcivescovo metropolita di Cáceres.

## Biografia
Figlio di Juanita Clement e Armando Alarcon, è nato a Daet, capoluogo della provincia di Camarines Norte.

### Formazione e ministero sacerdotale
Ha terminato gli studi elementari presso la Naga Parochial School. Ha poi compiuto gli studi liceali e ha conseguito la laurea in filosofia presso il seminario minore del Santo Rosario.
È stato ordinato diacono l'11 novembre 1995 e presbitero il 9 novembre 1996.
Dopo l'ordinazione, ha continuato gli studi, fino a conseguire la licenza e il master in teologia presso l'università di Santo Tomas, ed è stato docente presso il seminario minore Holy Rosary fino al 1997.
Dal 1997 al 1999 è stato segretario dell'allora arcivescovo Leonardo Legaspi.
Dal 1999 al 2001 ha studiato presso la Pontificia Università Gregoriana a Roma, dove ha conseguito la licenza in storia della Chiesa. Al suo rientro in patria, è diventato professore presso il seminario minore del Santo Rosario.
Nel 2013 l'arcivescovo Rolando Joven Tria Tirona lo ha nominato sovrintendente delle scuole cattoliche dell'arcidiocesi. È stato anche membro del collegio dei consultori e portavoce dell'arcidiocesi. Dal 2016 è presidente della commissione nazionale di advocacy dell'associazione educativa cattolica delle Filippine.

### Ministero episcopale

Stemma da vescovo

Il 2 gennaio 2019 papa Francesco lo ha nominato vescovo di Daet. Ha ricevuto l'ordinazione episcopale il 19 marzo successivo, nella cattedrale di Cáceres, dall'arcivescovo Rolando Joven Tria Tirona, co-consacranti il nunzio apostolico in Australia Adolfo Tito Yllana e il vescovo di Virac Manolo Alarcon de los Santos. In rappresentanza della Santa Sede vi era il nunzio apostolico delle Filippine Gabriele Giordano Caccia. Il giorno seguente ha preso possesso della diocesi presso la cattedrale della Santissima Trinità, alla presenza di circa 2.000 persone.
Il 27 maggio 2019 si è unito al secondo gruppo di vescovi filippini che si sono recati a Roma per una visita ad limina a papa Francesco.
All'interno della Conferenza episcopale cattolica delle Filippine è presidente della commissione episcopale per la gioventù.
Il 22 febbraio 2024 papa Francesco lo ha nominato arcivescovo metropolita di Cáceres dopo Rolando Joven Tria Tirona, dimessosi per raggiunti limiti di età. Il 2 maggio successivo ha preso possesso dell'arcidiocesi.

## Genealogia episcopale e successione apostolica
La genealogia episcopale è:
- Cardinale Scipione Rebiba
- Cardinale Giulio Antonio Santori
- Cardinale Girolamo Bernerio, O.P.
- Arcivescovo Galeazzo Sanvitale
- Cardinale Ludovico Ludovisi
- Cardinale Luigi Caetani
- Cardinale Ulderico Carpegna
- Cardinale Paluzzo Paluzzi Altieri degli Albertoni
- Papa Benedetto XIII
- Papa Benedetto XIV
- Cardinale Enrico Enriquez
- Arcivescovo Manuel Quintano Bonifaz
- Cardinale Buenaventura Córdoba Espinosa de la Cerda
- Cardinale Giuseppe Maria Doria Pamphilj
- Papa Pio VIII
- Papa Pio IX
- Cardinale Gustav Adolf von Hohenlohe-Schillingsfürst
- Arcivescovo Salvatore Magnasco
- Cardinale Gaetano Alimonda
- Cardinale Giovanni Cagliero, S.D.B.
- Arcivescovo Guglielmo Piani, S.D.B.
- Arcivescovo José Maria Cuenco
- Arcivescovo Antonio Floro Frondosa
- Cardinale Jaime Lachica Sin
- Arcivescovo Rolando Joven Tria Tirona, O.C.D.
- Arcivescovo Rex Andrew Clement Alarcon

La successione apostolica è:
- Vescovo Herman Guinto Abcede, R.C.I. (2025)